# Joãozinho (ur. 1988)
Joãozinho, właśc. João Natailton Ramos dos Santos (ur. 25 grudnia 1988 w Umbaúbie) – brazylijsko-rosyjski piłkarz, grający na pozycji skrzydłowego pomocnika w rosyjskim klubie PFK Soczi.
Filigranowy, mierzący zaledwie 165 centymetry wzrostu gracz, trafił do Europy jako 19-latek. Przez cztery sezony występował w bułgarskiej A PFG i był zawodnikiem Lewskiego Sofia. W sezonie 2008/09 zdobył z nim tytuł mistrza kraju. Brazylijczyk 30 stycznia 2011 roku podpisał kontrakt z beniaminkiem rosyjskiej Priemjer-Liga, FK Krasnodar i wkrótce został kluczowym graczem drugiej linii drużyny popularnie zwanej Bykami. W sezonie 2012/13 uplasował się na pierwszej pozycji wśród piłkarzy z największą liczbą asyst (na swoim koncie miał ich wówczas 16).